# Amphisbaena hiata
Amphisbaena hiata là một loài bò sát trong họ Amphisbaenidae. Loài này được Montero & Céspedez mô tả khoa học đầu tiên năm 2002.